# Wiro d'Utrecht
Wiro d'Utrecht o Wiro de Roermond o Wera (Irlanda, circa 700 - Roermond, 8 de maig) va ser el segon bisbe d'Utrecht del 759 fins al 762. És sant de l'Església Catòlica i de l'Església Ortodoxa i se'n celebra la festivitat el 8 de maig.

## Biografia
Sant Wiro va néixer a Irlanda (segons altres fonts a Escòcia) cap a la segona meitat del segle viii. Va tenir una bona educació tant espiritual com científica. En arribar a l'edat adulta va anar com peregrí junt amb altres dos companys de viatge a Roma, Plechelm i Otger, on van ser consagrats com bisbes. En tornar a casa, va treballar per un temps a Northúmbria, i després va anar com a missioner a les regions del Mosa i del Rin. La tradició diu que ell pertanyia al personal de Sant Willibrord, que va ser que va nombrar a Wiro bisbe d'Utrecht.
A la desembocadura del riu Tour -a la seva confluència amb el riu Mosa- va començar, junt al seus dos companys Plechelm i Otger, la construcció de l'abadia de Sant Odilienberg com a centre de l'activitat missionera de l'educació cristiana de la població local. La terra per al monestir li va ser donada per Pipí d'Héristal.En aquest punt, es troba la població de Sint Odilienberg.

## Veneració

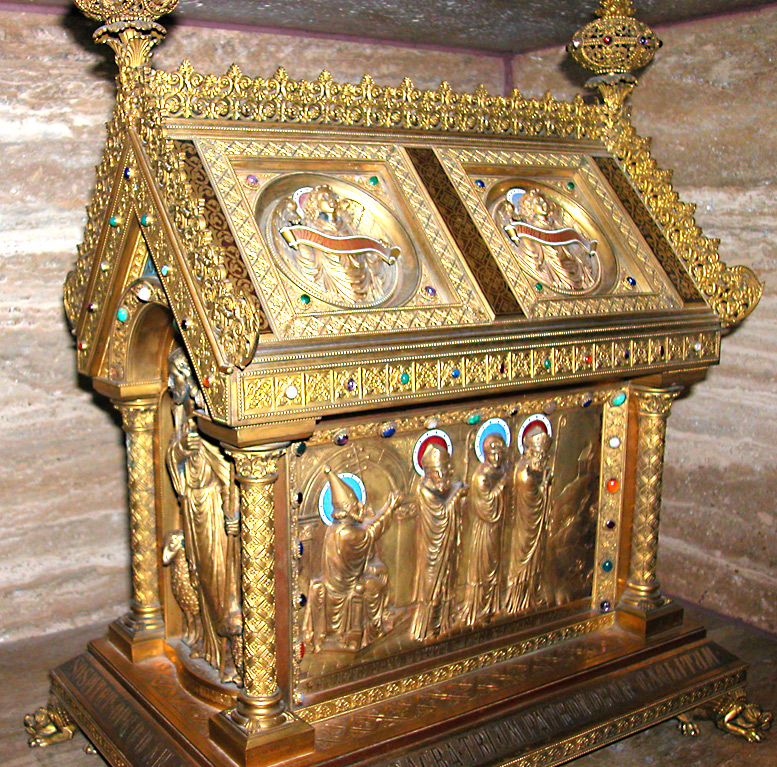
Reliquiari de Wiro, Plechelm i Otger a St. Odilienberg

La veneració de sanat Wiro i els seus dos companys va començar aviat a Roermond. El monestir que va fundar va ser traslladat a Roermond, el 1361, acompanyat de les seves relíquies, que es van perdre durant la Reforma Protestant, encara que van ser descobertes al segle xvi. Des de 1881 la tomba original es troba a l'antiga abadia, i la majoria dels ossos van ser tornats a ella.
El dia de la festa de Wiro és el 8 de maig, però a Roermond ho celebren l'11 de maig. Des de l'edat mitjana el seu crani havia estat portat Utrecht, on era la patró del bisbat. Les peregrinacions encara es fan a la seva tomba a Roermond.